# Артин Гидиков
Артин Хачик Гидиков е руски търговец с арменски произход. Женен е за дъщерята на пловдивския търговец Степан Хиндлиян.

## Биография
Роден е през 1813 г. в Кишинев, Бесарабия. Като юноша се преселва в Пловдив. Установява близки връзки с руските дипломатически кръгове в Цариград и Одрин. След Априлското въстание спасява 52-ма революционери от Пловдив и околността, като заплаща за тях на турските власти. В неговия дом се настанява Найден Геров – първият консул в Пловдив. На него дължи живота си и българския художник Станислав Доспевски, който за благодарност рисува портрета му с маслени бои. Той се съхранява в Художествената галерия в Пловдив. Умира през 1896 г. в Пловдив. Има 4 сина и 4 дъщери. На негово име е кръстена улица в стария град.
Личният му архив се съхранява във фонд 1097К в Държавен архив – Пловдив. Той се състои от 13 архивни единици от периода 1880 – 1935 г.
Негов внук е полк. Бохос Бохосян.